# Johann Heinrich Jacob Müller
Johann Heinrich Jacob Müller, född 30 april 1809 i Kassel, död 3 oktober 1875 i Freiburg im Breisgau, var en tysk fysiker. Han var bror till målaren Karl Müller.
Müller var från 1844 professor i fysik i Freiburg im Breisgau. Han skrev Lehrbuch der Physik und Meteorologie (två band, 1842–1844; tionde upplagan, utgiven av Leopold Pfaundler, fyra band, 1905–1912; "Fysikens grunder", översatt och bearbetad av Anders Wiemer, 1851–1852, andra upplagan 1859–1860), vilket utförliga samt med en mängd träsnitt utrustade arbete ursprungligen var en bearbetning av Claude Servais Mathias Pouillets Élements de physique expérimentale et de météorologie, samt Lehrbuch der kosmischen Physik (med atlas, 1856; fjärde upplagan 1875).